# Delivered Ex Quay
Con il termine Delivered Ex Quay (in italiano: reso banchina sdoganato e indicante il porto di destinazione convenuto), utilizzato nella forma breve di acronimo come DEQ, è stata una delle clausole contrattuali in uso nelle compravendite internazionali, quelle codificate nell'Incoterms e che servono a statuire i diritti e i doveri di ognuna delle parti in causa, definendo anche la suddivisione dei costi di trasporto, assicurativi e doganali tra venditore ed acquirente.

## Incoterms 2000
Questa specifica notazione, valida per il trasporto via mare, stabilisce che a carico del venditore siano tutte le spese di trasporto fino ad un porto di destino, nonché le spese per l'ottenimento di licenze e documentazioni per l'esportazione dalla nazione di origine e quelle per le operazioni doganali sempre di esportazione. Anche i costi da sostenere per l'attraversamento di altre nazioni fino al porto di arrivo concordato sono a carico dello speditore.
Sono a carico del mittente anche i costi di scarico dei materiali dalla nave mentre restano a carico del ricevitore tutte le operazioni successive, comprese le operazioni doganali nella nazione di arrivo. In quest'ultimo punto questa resa nel 2000 è stata modificata, nelle versioni precedenti infatti anche le operazioni doganali di importazione erano a carico di chi spediva.
La formulazione di questo termine di resa è considerata completa con l'indicazione di un porto specifico (esempio D.E.Q. porto di Genova).
Si può considerare come simmetrica alla resa Free On Board con il costo del nolo marittimo a carico del mittente anziché del destinatario come invece prevede il FOB.
Dello stesso gruppo di termini di resa, definito il gruppo D, fanno parte anche DAF Delivered At Frontier, DES Delivered Ex Ship, DDU Delivered Duty Unpaid e DDP Delivered Duty Paid.

## Aggiornamento del 2010
Il gruppo D è stato oggetto di una revisione totale in occasione della presentazione dell'Incoterms versione 2010 e la resa Delivered Ex Quay è una di quelle non più presenti, sostituita dalle nuove Delivered At Terminal e Delivered At Place.